# Casino Lisboa
El Casino Lisboa es un casino localizado en el Parque das Nações (Parque de las Naciones) en la ciudad de Lisboa, Portugal. Se inauguró y abrió al público el 19 de abril de 2006. El casino, en el momento de la apertura, tenía alrededor de 700 máquinas tragamonedas (ampliables a 1000), 22 mesas de juego, 4 bares, 3 restaurantes y un teatro con capacidad de 600. El Casino Lisboa es propiedad de Estoril-Sol, una empresa de propiedad mayoritaria de la empresa china King Stanley Ho, siendo Amorim un accionista minoritario con un 33%.